# Cuarta funeral
La cuarta funeral es el derecho que tenía una parroquia de la cuarta parte de los aranceles recabados por oficios de funeral y misas de feligreses suyos celebrados en otras iglesias.
Las Órdenes mendicantes y parroquias competían tan duramente por atraer la devoción por sus iglesias que Bonifacio VIII decidió promulgar un decreto en el siglo XIII que aprobaba este derecho, fue abolido por Benedicto XI, pero Clemente V volvió a ponerlo en vigor con el asentimiento del Concilio de Viena.
En la sesión XXV del Concilio de Trento, que era la IX y última celebrada en tiempo de Pío IV, empezada el día 3 y acabada el 4 de diciembre de 1563, estableció en su apartado "Decreto sobre la reforma" cap XIII, que en cualquier lugar donde cuarenta años antes se pagase la cuarta funeral y hubiese dejado después de pagarse por concesión de privilegios a otros monasterios, hospitales u otros lugares de fe, se siga pagando en adelante a la iglesia catedral o parroquia, la misma cuarta en todo su derecho y en la cantidad que antes se pagaba sin que quepa ninguna concesión, gracia o privilegio.